# Defender (niederländische Band)
Defender ist eine niederländische Power- und Speed-Metal-Band aus Beverwijk, die im Jahr 1984 gegründet wurde, sich 1990 auflöste und 2007 wieder zusammenfand.

## Geschichte
Die Band wurde gegen Ende des Jahres 1984 gegründet, nachdem Gitarrist Bart van Rixel seine vorherige Band Hammerhawk verlassen hatte. Auf einem Queensrÿche-Konzert in Amsterdam stieß van Rixel auf Remco Bouwens, welcher der Band als Schlagzeuger beitreten sollte. Kurze Zeit später kamen Sänger Simon Menting und Bassist Harm Noort zur Band, woraufhin sich die Bang Anfang 1985 in das Oktopus Studio begab, um ihr erstes Demo aufzunehmen, das noch im selben Jahr unter dem Namen Tales of the Unexpected erschien. Kurz nach den Aufnahmen kam Jozzy Baltus als weiterer Gitarrist zur Band. Der Veröffentlichung folgten Auftritte zusammen mit Agent Steel und Mad Max, sowie Martyr, Allied Forces, Hammerhawk und Cyclone in den Jahren 1985 und 1986. Durch diese Auftritte erreichte die Band einen Vertrag bei Metalloid Records. Im Winter 1985 fanden Testaufnahmen im Silvox Studio statt. Jedoch hatte das Label nach Veröffentlichung des neuen Martyr-Albums nicht mehr genügend Geld, ein Album für Defender zu veröffentlichen. Im Sommer 1986 verließ Gitarrist Baltus die Band und wurde durch den 15-jährigen Stef Köhler ersetzt. Im September desselben Jahres verließ Gitarrist van Rixel die Band, sodass die Gruppe ein Jahr lang kein Konzert spielte. Im Herbst 1986 wurde die Band bei einem Konzert von Angantyr in Alkmaar auf Gitarrist Henk Verheul aufmerksam, den sie daraufhin aufnahm.
Im Jahr 1987 folgte die EP City ad Mortis, worauf die Band aus Sänger Simon Menting, den Gitarristen Henk Verneul und Stef Köhler, Schlagzeuger Remco Bonsma und Bassist Haarm Nort. Der Veröffentlichung folgten diverse Auftritte. Die EP erreichte zudem eine Rezension im Rock Hard. Infolgedessen verließ Bassist Noort die Band und wurde durch Arwin Vengers ersetzt. Nachdem die Band an weiteren Liedern gearbeitet hatte, begab sich die Band in das Silverfox Studio, um die Single Journey to the Unexpected aufzunehmen, die im Jahr 1989 erschien. Außerdem ging die Band zusammen mit Jewel auf Tour durch die Niederlande. Durch die Hilfe von Mitarbeitern des Aardschok-Magazins erreichte die Band eine Tour zusammen mit Toxic. Die Tour begann im Januar 1990 in Katwijk, wo die Band ein Jahr vorher zusammen mit Agent Steel gespielt hatte. Mit ihrer Single bewarb sich die Band außerdem bei diversen Labels. Da die Gruppe keinen Vertrag erreichen konnte, löste sich die Band im Jahr 1990 auf. Seit dem Jahr 2007 spielt die Band wieder Konzerte. Im selben Jahr spielte die Band auf dem Keep It True.

## Stil
Die Band spielte in den 1980er Jahren schnellen und technisch anspruchsvollen Power Metal, der mit der Musik von Savage Grace und alten Werken von Helloween vergleichbar ist.

## Diskografie
- 1985: Tales of the Unexpected (Demo, Eigenveröffentlichung)
- 1987: City ad Mortis (EP, CBS Records)
- 1989: Journey to the Unexpected (Single, Eigenveröffentlichung)
- 2001: Remaining Tales (Kompilation, CBS Records)